# Dasypogon flavipennis
Dasypogon flavipennis là một loài ruồi trong họ Asilidae. Dasypogon flavipennis được Wiedemann miêu tả năm 1828. Loài này phân bố ở vùng Tân nhiệt đới.